# Bosse Parnevik
Bo (Bosse) Sigfrid Parnevik, (Gotemburgo, 20 de marzo de 1938)  es un imitador y comediante sueco.

## Biografía

### Infancia y carrera temprana
Parnevik nació en Gotemburgo, pero su familia se mudó a Munkfors en Värmland cuando tenía dos años. Creció con un padre diferente a su padre biológico, a quien nunca conoció. Comenzó su carrera artística en la adolescencia, actuando con imitaciones en centros juveniles. Debutó en televisión en la víspera de Año Nuevo de 1957 en un programa desde Nalen en Estocolmo. Charlie Norman, Ingemar Johansson y Povel Ramel fueron algunas de las personas que imitó al principio.
Parnevik era un buen atleta (especialmente en carreras de vallas) y se mudó a Estocolmo, donde se formó como director de gimnasia en el Gymnastiska Centralinstitutet en Estocolmo. Después de participar en el Foro de Artistas de Folkparkerna en Västerås en 1959, Parnevik se hizo más conocido. Saltó a la fama en Karusellen de Lennart Hyland en 1963. Parnevik también participó en la serie Hvar fjortonde dag de Ulf Thorén de 1965 a 1967.

### Después del éxito
A finales de los años 60, Parnevik se había consolidado tanto que realizaba aproximadamente 300 presentaciones en parques populares entre mayo y septiembre. Aprendió a cobrar honorarios considerables y se convirtió en uno de los artistas mejor pagados del país. En 1971, presentó su primer programa de televisión propio, "Harpsundspartaj". En 1975, participó en el calendario de Adviento "Långtradarchaufförens berättelser". Entre 1978 y 1979, fue presentador del programa de televisión "Party hos Parnevik", que fue un éxito de audiencia.
Además de sus imitaciones vocales, Parnevik era hábil en el uso de maquillaje, de modo que no solo sonaba como las personas que imitaba, sino que también se parecía a ellas. Entre sus imitaciones más conocidas se encontraban Olof Palme, Ingemar Mundebo, Lennart Bodström, Sven-Bertil Taube y Bengt Bedrup. También imitaba al rey Carlos Gustavo, entre otros, en la película "Göta Kanal".
Junto con Hasse Wallman, se estableció como restaurador y compró varios restaurantes en Estocolmo, incluyendo Bacchi Wapen en Gamla Stan. Más tarde se convirtió en copropietario del Chinateatern, donde montó su primer espectáculo de revista, "Parneviks revyparty", con Siw Malmkvist, Grynet Molvig y Lars Amble en el elenco.

### Bromas telefónicas
Una técnica recurrente que Parnevik empleaba era la broma telefónica, imitando a alguien por teléfono con el objetivo de engañar a la persona a la que llamaba. En este género se incluyen las llamadas a Anni-Frid Lyngstad, en las que se hacía pasar por Charlie Norman, y a Malena Ivarsson, donde se hacía pasar por Bengt Bedrup.

### Años posteriores
A partir de 1987, interpretó Parneviks Oscarsparty en el Oscarsteatern, con un total de 368 funciones. Entre 1993 y 1994, la sede fue el Cirkus de Estocolmo, donde presentó la revista Parneviks Cirkusparty. Después de esto, ha sido selectivo con sus actuaciones en el escenario.
En noviembre de 2007 se estrenó la obra Parneviks Gubbröra en el Maximteatern de Estocolmo. Durante más de dos horas, mostró algunos de sus momentos más memorables en televisión y realizó imitaciones en vivo en el escenario. Habló sobre sus encuentros con la realeza, primeros ministros, presidentes, actores y otros personajes que había imitado.
Parnevik es miembro honorario de LIS, Lokalrevyer i Sverige, y cada año otorga un premio, el Parnevikstipendiet, a jóvenes talentos en el arte de la revista. Entre los ganadores se encuentran Robert Gustafsson, Lars Hjertner y Andreas T Olsson.
En 1992, Parnevik escribió el poema antirracista Invandrarna con motivo de los tiroteos de Lasermannen. El municipio de Parnevik, Österåker, iba a realizar una manifestación y le pidieron que diera un discurso contra el racismo, pero en su lugar escribió un poema. Parnevik incluyó el texto en Parneviks Cirkusparty 1993-94. En 2015, Lars Beijbom puso música al texto, y se grabó con Anita Strandell bajo el título Invandrarvisa.

## Familia
Bosse Parnevik es hijo de la dependienta Britt, de soltera Andrén (1914–1994), y del electricista Helmer Nordström (1900–1965), pero creció con el transportista Gösta Parnevik (1910–1994) como padrastro. Está casado desde 1964 con la enfermera Gertie Parnevik (nacida Lundberg en 1940), y juntos tienen cuatro hijos. Su hijo mayor es el golfista Jesper Parnevik. Dos de sus yernos son Per-Ulrik Johansson y Stefan Pettersson.

## Premios
- 1982 – Pressrosen en Montreux [6]
- 1982 – Edvardpriset

## Filmografía y series de TV
- 1966 – Trettio pinnar muck (Treinta clavijas sueltas)
- 1967 – Drrapå - kul grej på väg till Götet (Drrapå - cosa divertida en camino a Gotemburgo)
- 1975 – Långtradarchaufförens berättelser (Las historias del camionero) (TV-serie)
- 1981 – Göta Kanal eller Vem drog ur proppen? (El Canal Göta o ¿Quién sacó el tapón?)
- 1981 – Värmlänningar i närbild (Värmlänningar en primer plano)
- 2016 – Parneviks (Parneviks) (TV-serie)
- 2017–2018 – Stjärnorna på slottet (Estrellas en el castillo)

## Teatro
- 1993 – Participante en Parneviks Cirkusparty, revista de Bosse Parnevik, dirigida por Anders Albien, Cirkus, Estocolmo. [7]